# Национальный музей восточного искусства (Рим)
Национальный музей восточного искусства имени Джузеппе Туччи (итал. Museo nazionale d'arte orientale Giuseppe Tucci, MNOR) — музей в Риме, посвященный искусству Востока.

## История
Национальный музей восточного искусства был основан в 1957 году при активной поддержке исследователя тибетского и непальского искусства, на тот момент президента Итальянского института Ближнего и Дальнего Востока (IsMEO) профессора Джузеппе Туччи, который сетовал на отсутствие в стране институции, которая могла бы заняться вопросами сохранения и изучения разнообразного искусства стран Востока. Для публики музей был открыт в июне 1958 года с большой выставкой предметов искусства Гандхары, полученных в результате раскопок Буткары, проводимых итальянскими археологами с 1956 года. Имя Джузеппе Туччи было присвоено музею в 2010 году. 
Музей состоит из четырех отделов: 
- Ближний и Древний Ближний Восток
- Исламский мир
- Центральная, Южная, Юго-Восточная Азия
- Дальний Восток

Также в его состав входят различные служебные отделы:
- Исторический архив
- Фотоархив
- Архивы археологических миссий в Азии 1955–2014
- Каталогизация произведений восточного искусства
- Архив коллекций восточного искусства в Италии
- Биоархеология и электронная микроскопия
- Сохранение и реставрация
- Музейное образование и коммуникация

## Коллекция
Коллекции охватывают хронологический период с 4 тыс. до н. э. по наши дни, в том числе произведения современного искусства из азиатских стран, подаренные художниками.Нумизматический кабинет обладает монетами из золота, серебра, бронзы, меди и металлических сплавов, датируемыми V в. до н. э. по настоящее время, со всех регионов Азии.
Музей замечателен коллекцией относящихся к ранней истории буддизма предметов гандхарского искусства, привезённых из археологических экспедиций итальянского Института Африки и Востока в пакистанскую область Сват (в частности экспедиций к буткарской ступе, в близлежащие развалины Барикота, в Панр и Алиграму), в Афганистан (раскопки буддийского храма  Тепе-Сардар и дворца Масуда III в Газни), в восточный Иран (доисторический город Шахр-и-Сохте), а также предметов искусства из Непала, Тибета и Ладакха, собранных Джузеппе Туччи в его путешествиях 1928—1948 годов.

### Узбекская коллекция и книга-альбом
Коллекция экспонатов, произведенных на территории современного Узбекистана включает в себя предметы быта, предметы из текстиля (сюзане), керамики (чаши), ювелирные украшения, в частности диадемы тиллякош, выполненные из серебра с позолотой, жемчуга, стеклянной пасты и перламутра, серебряных с позолотой подвесок, а также золотые украшения для носа. В 2019 году Всемирное общество по изучению, сохранению и популяризации культурного наследия Узбекистана при участии председателя попечительского совета  Бахтиера Фазылова, председателя научного совета Эдварда Ртвеладзе, а также председателя правления Всемирного общества и руководителя проекта "Культурное наследие Узбекистана" Фирдавса Абдухаликова предложило итальянским музеям, в том числе и Национальный музей восточных искусств, подготовить и опубликовать книгу-альбом из серии "Культурное наследие Узбекистан в собраниях мира" "Культурное наследие Узбекистан в собраниях Италии", посвященную предметам, имеющим отношение к Центральной Азии и Узбекистану в частности, которые хранятся в Италии. Подготовка тома «Культурное наследие Узбекистана в собраниях мира» началась в январе 2020 года. Работа над альбомом проходила в условиях пандемии COVID-19, потому планы рабочей группы, связанные с поездкой в Италию, остались нереализованными, тем не менее, работа по итальянскому направлению стартовала благодаря личным контактам сотрудников Проекта с итальянскими коллегами. Оказали содействие посольства Италии и Узбекистана. Авторами статей для книги-альбома помимо Фирдавса Абдухаликова выступили европейские ученые, в частности статью о коллекции Национального музея восточного искусства подготовила куратор секции Древнего Ближнего и Среднего Востока Паола Д`Аморе. Книга-альбом была презентована в декабре 2020 года в Ташкенте на IV Международном конгрессе «Культурное наследие Узбекистана — фундамент нового Ренессанса».

## Здание
Музей основан в 1957 году и занимает часть Палаццо Бранкаччио, возведённого знатной семьёй Бранкаччио на месте женского францисканского монастыря со старинной церковью. Здание неоднократно перестраивалось семейством, а в течение значительной части XX века здесь был многоквартирный жилой дом. Здание в очередной раз перестраивалось, когда было отдано под музей.
Музей располагает 14 залами и планирует расширение.